# 파테흐급 잠수함

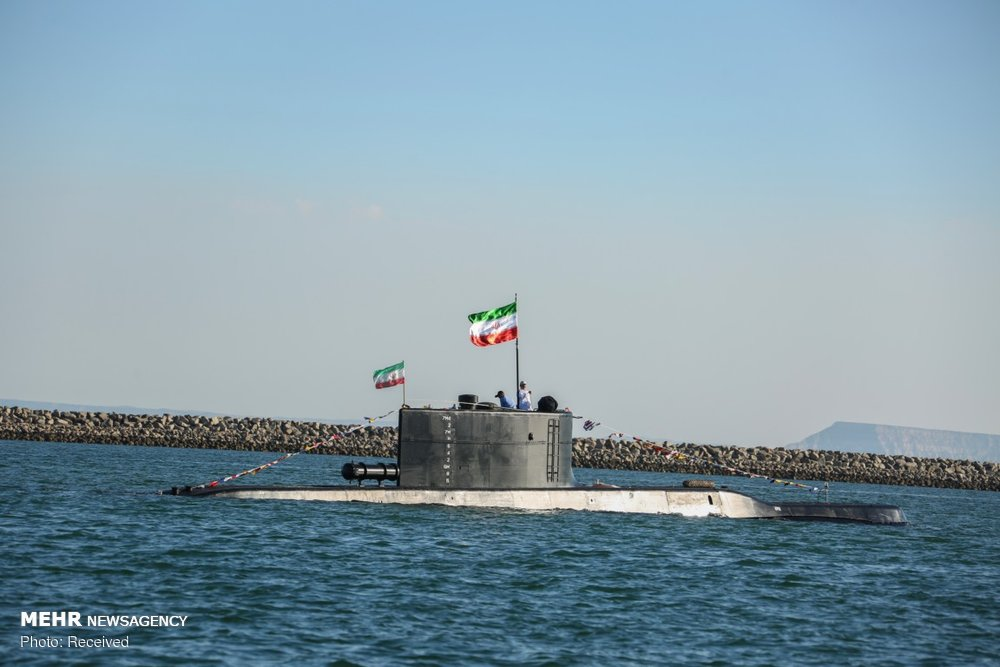
파테흐급 잠수함은

파테흐급 잠수함은 이란의 600톤급 디젤 잠수함이다. 최신형으로서, 현재 1번함을 건조중이다.
군사전문매체 IHS는 2013년 10월 28일 촬영된 위성사진을 분석한 결과 호르무즈 해협의 보스타누 조선소에서 길이 40 m, 폭 4 m의 파테흐급 잠수함을 포착했다. 한국은 북한에 이 신형 잠수함이 제공될까봐 우려하고 있다. 이란은 GDP가 1200조원이어서 1600조원인 한국보다는 약하지만, 40조원인 북한 보다 30배 부강하여 세계 20위 안에 드는 강대국이기 때문에, 쉽게 달리 표현하면 국방예산이 30배이기 때문에, 무기 개발 속도가 북한과는 매우 다른 나라다. 미국 등 서방진영이 북핵문제와 이란핵문제를 차별대우하는 이유도, 이란이 북한 30개를 의미하기 때문이다.

## 아무르급
이란이 어떻게 2008년에 최초로 국산 1200톤급 카엠급 잠수함을 건조할 기술을 익혔는지는 정확한 출처로 알려진 바는 없으나, 이란이 최근 수중배수량 4천톤인 킬로급 잠수함을 러시아에서 수입했다는 점, 러시아는 한국 등 여러 국가들에게 킬로급의 다음 버전인 아무르급 잠수함의 수출을 노력했다는 점, 아무르-950이 수상배수량 950톤, 수중배수량 1300톤인 점 등을 고려하면, 러시아의 아무르급 잠수함을 국내에서 건조했거나, 일부 기술을 도입했을 가능성이 있다.
역시 이란은 최신형 600톤급인 파테흐급 잠수함을 건조중인데, 같은 이유로, 아무르-550을 수입했을 가능성이 있다.
아무르-550은 수상배수량 550톤, 수중배수량 700톤, 길이 46 m, 폭 4.4 m, 높이 5.2 m, 속력 18노트, 항속거리 1500 km, 승무원 18명, 작전일수 20일에 400 mm 경어뢰 4발을 장착했다.